# Lekander Nunatak
Il Lekander Nunatak è un nunatak, o picco roccioso isolato, alto 1.815 m, situato lungo il bordo sudoccidentale della Mackin Table, 4 km a nordest del Bessinger Nunatak, nel Patuxent Range, nei Monti Pensacola, in Antartide. 
Il nunatak è stato mappato dall'United States Geological Survey (USGS) sulla base di rilevazioni e foto aeree scattate dalla U.S. Navy nel periodo 1956-66.
La denominazione è stata assegnata dall'Advisory Committee on Antarctic Names (US-ACAN), in onore di Bryant A. Lekander, cuoco presso la Base Amundsen-Scott nell'inverno del 1960.